# Ентомологічна шпилька

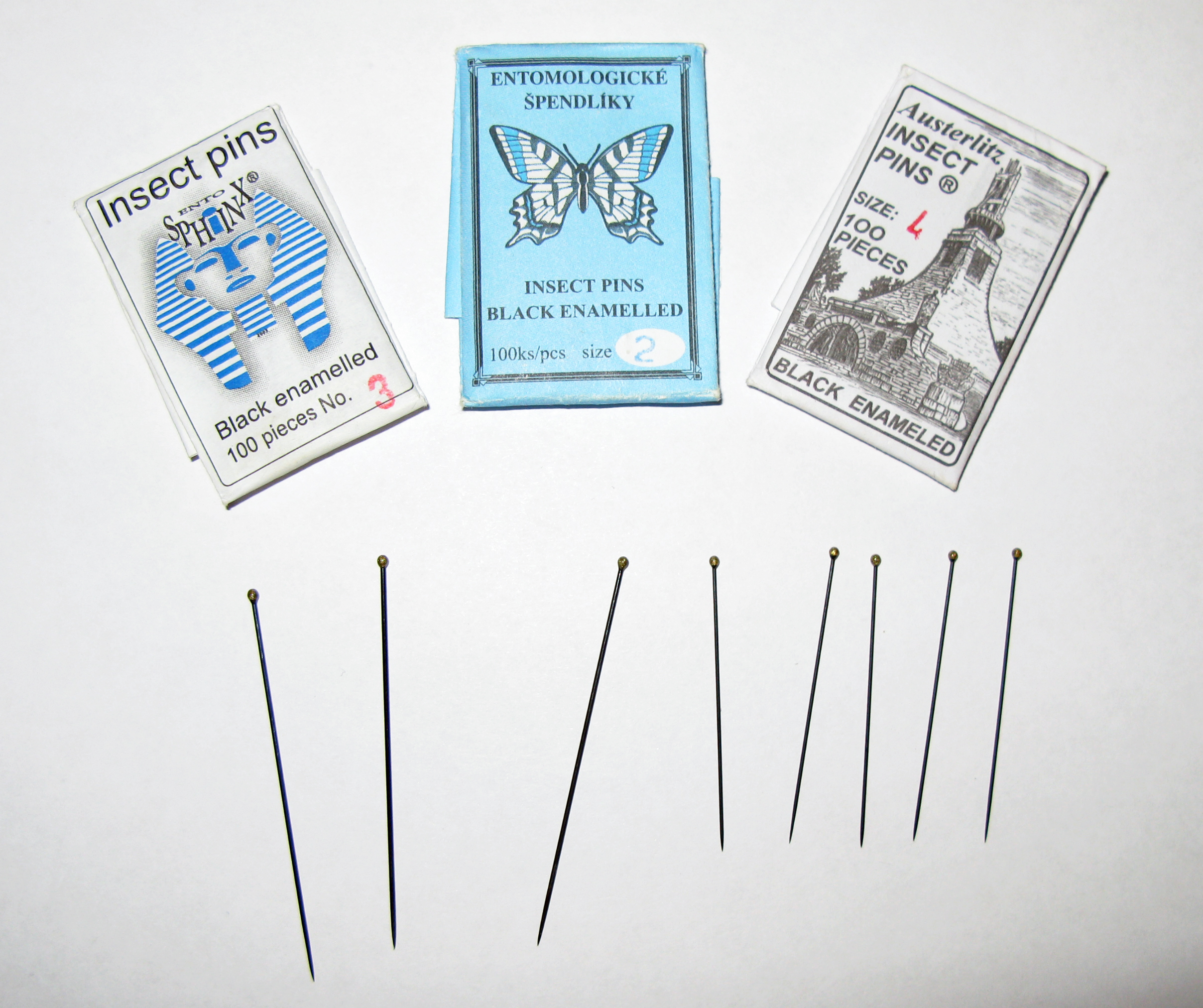
Ентомологічні шпильки різних виробників і номерів.

Ентомологічні шпильки — спеціальні голки, переважно стальні, лаковані, з латунною закругленою головкою, що застосовуються для прикріплення комах в ентомологічних колекціях. Найбільшими виробниками ентомологічних шпильок є Польща і Чехія.
Шпильки, в залежності від діаметра, маркуються номерами від 000 до 7.
| Номер шпильки | Довжина (мм) | Діаметр (мм) |
| ------------- | ------------ | ------------ |
| 000           | 38           | 0.25         |
| 00            | 38           | 0.30         |
| 0             | 38           | 0.35         |
| 1             | 38           | 0.40         |
| 2             | 38           | 0.45         |
| 3             | 38           | 0.50         |
| 4             | 38           | 0.55         |
| 5             | 38           | 0.60         |
| 6             | 38           | 0.65         |
| 7             | 52           | 0.7          |

Шпильки під номерами 000 — 0 використовуються для прикріплення дрібних комах з розмахом крил до 2 см. Для комах середніх розмірів використовуються шпильки № 1 і 2. Для великих комах використовуються шпильки № 3. Шпильки під номерами 4 — 7 використовуються для прикріплення великих комах (окрім метеликів), переважно, для жуків.
Також існують мінуції (мікрошпильки) довжиною 12 мм і діаметром від 0.1 до 0.25 мм, які служать для наколювання дуже дрібних комах, наприклад комарів.
При прикріпленні комаха наколюється на ентомологічну шпильку. Шпилька вколюється перпендикулярно до верхньої поверхні комахи при нерозправлених крилах, а при розправлених крилах — до поверхні крил. Потім комаха піднімається на шпильці на рівень, що не нижчий за 3/4 і не вище 4/5 довжини шпильки, рахуючи від вістря шпильки, що відповідає приблизно 12 мм від голівки шпильки.
Комахи різних рядів наколюється ентомологічними шпильками в різні відділи тіла. Жуки наколюють у праве надкрило , при цьому шпилька виходить внизу між другою і третьою парами ніг. Напівтвердокрилі наколюють в щиток між надкрила, трішки вправо від середини. прямокрилих наколюють, при складених крилах в праве надкрило, при розправлених крилах — в середину задньої частини грудей. Решту комах наколюють в середину грудей.